# Aranda de Duero
Aranda de Duero ist eine nordspanische Stadt und eine Gemeinde (municipio) mit 33.675 Einwohnern (Stand: 2024) im Süden der Provinz Burgos in der autonomen Gemeinschaft Kastilien-León. Sie ist das Zentrum des wegen seiner Weine in ganz Europa bekannten Weinbaugebiets Ribera del Duero.

## Lage und Klima
Die Stadt Aranda de Duero liegt an der Einmündung der Flüsse Arandilla und Bañuelos in den Río Duero in einer Höhe von ca. 800 m. Die Provinzhauptstadt Burgos liegt ca. 86 km nördlich; bis nach Madrid sind es etwa 165 km in südlicher Richtung. Das Klima ist trotz der Höhenlage gemäßigt bis warm; Regen (ca. 465 mm/Jahr) fällt übers Jahr verteilt, Schnee und Frost sind äußerst selten.

## Bevölkerungsentwicklung
| Jahr      | 1857  | 1900  | 1950   | 2000   | 2019   |
| Einwohner | 5.197 | 5.736 | 10.393 | 29.762 | 32.856 |

Die Mechanisierung der Landwirtschaft und die Aufgabe bäuerlicher Kleinbetriebe haben seit der Mitte des 20. Jahrhunderts zu einem deutlichen Rückgang der Einwohnerzahlen in den ländlichen Gemeinden geführt (Landflucht); dagegen ist die Einwohnerzahl der Städte enorm angestiegen.

## Wirtschaft

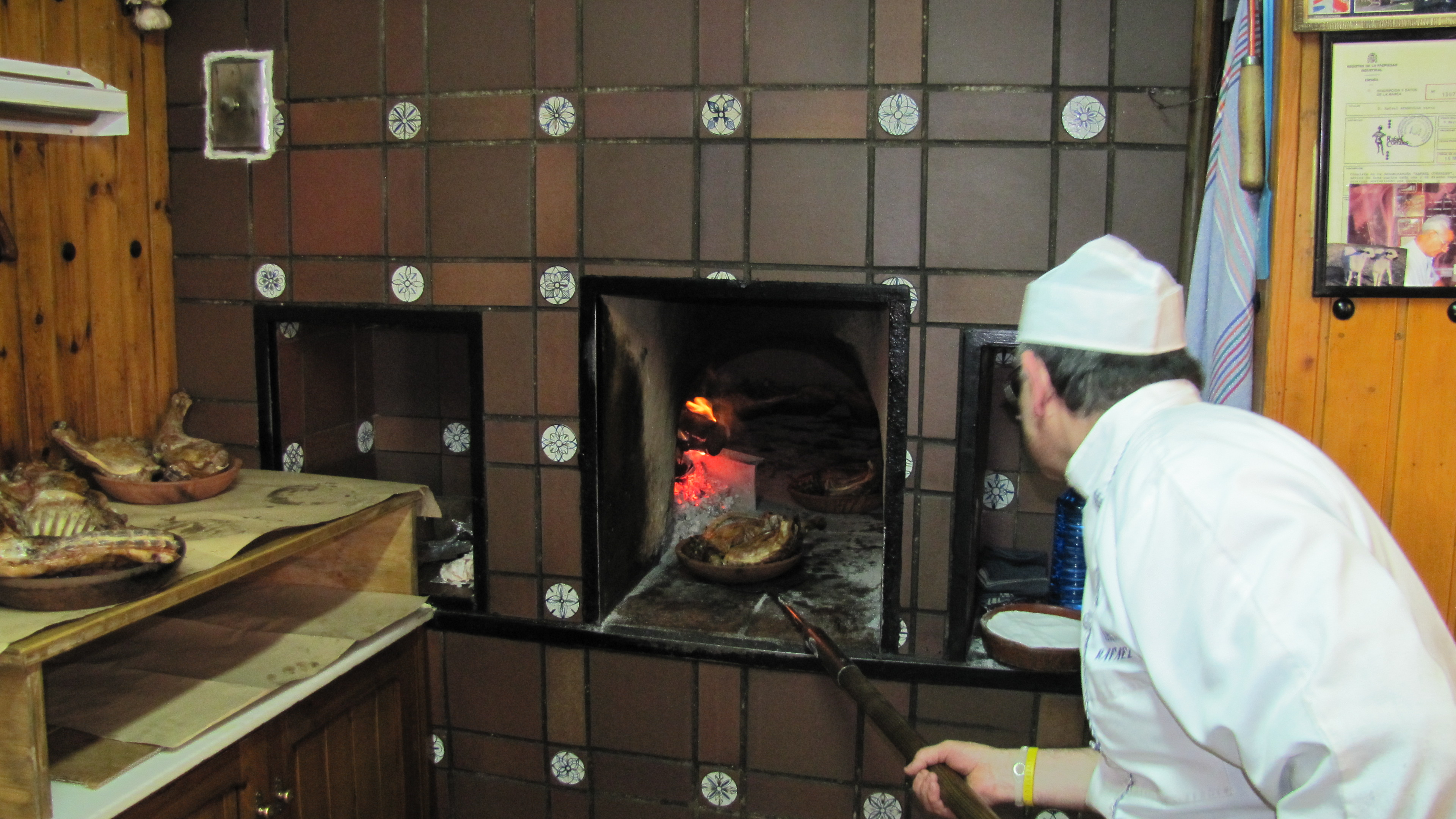
Lechazo Asado

Aranda de Duero ist das wirtschaftliche und kulturelle Zentrum zahlreicher Gemeinden im oberen Duero-Tal. Die infolge der guten Verkehrsanbindung an den Großraum Madrid entstandenen Wirtschaftsunternehmen der Stadt bieten auch vielen Bewohnern der umliegenden Dörfer Arbeitsplätze, sodass unter der Woche viele Menschen nach Aranda pendeln. Die drei größten Unternehmen sind: GlaxoSmithKline (Pharmazie), Leche Pascual (Milchprodukte) und Michelin (Reifen). Der zweitgrößte Wirtschaftszweig ist die Landwirtschaft. Dazu gehört auch die Viehzucht, denn Aranda ist bekannt für das Gericht Lechazo asado („gebratenes Milchlamm“). Größte Bedeutung hat der Weinanbau und so ruhen weite Teile der Stadt auf den gewölbten Gängen der zahlreichen Weinkellereien (bodegas).

## Geschichte
Obwohl schriftliche und archäologische Quellen weitgehend fehlen, ist anzunehmen, dass der Platz bereits in keltischer oder keltiberischer Zeit (zumindest zeitweise) besiedelt war. Aus römischer Zeit ist der Ortsname Rauda überliefert. Aus westgotischer und islamisch-maurischer Zeit fehlen erneut die Quellen. Um das Jahr 910 eroberte der kastilische Graf Gonzalo Fernández die Gebiete nördlich des Duero für die Christen zurück (reconquista); vom leonesischen König García I. erhielt er anschließend – zusammen mit anderen – den Auftrag, sich um deren Wiederbesiedlung (repoblación) zu kümmern. In Aranda ließ er eine kleine Festung (castillo) erbauen. Wegen seiner günstigen Lage blühte der nunmehr von einer Mauer umgebene Ort auf; nach der Wiederbesiedlung bestanden Handelskontakte zu ganz Europa. Auf Veranlassung des Erzbischofs von Toledo fand im Jahr 1473 in Aranda ein Reformkonzil statt.

## Sehenswürdigkeiten

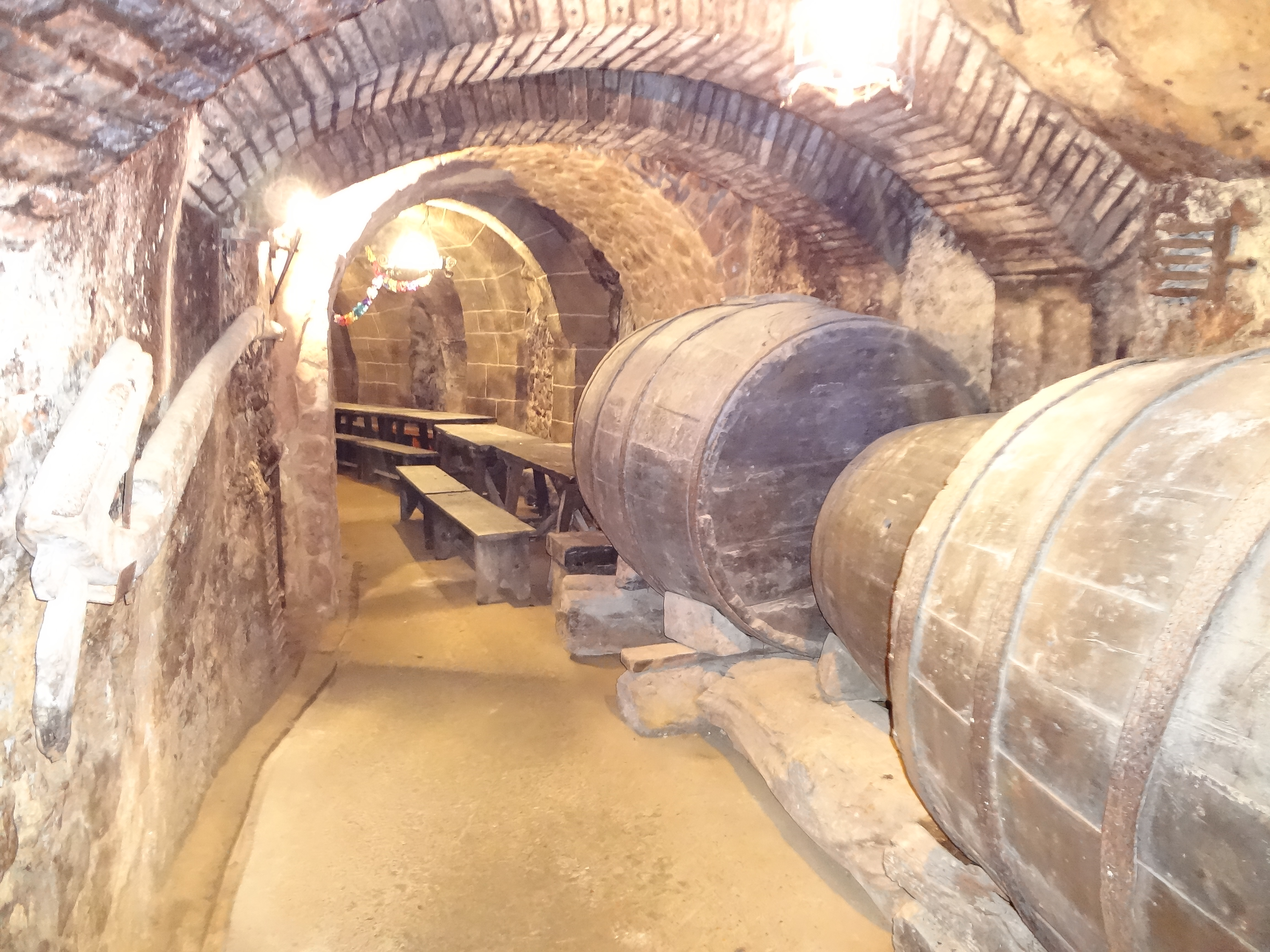
Historischer Weinkeller

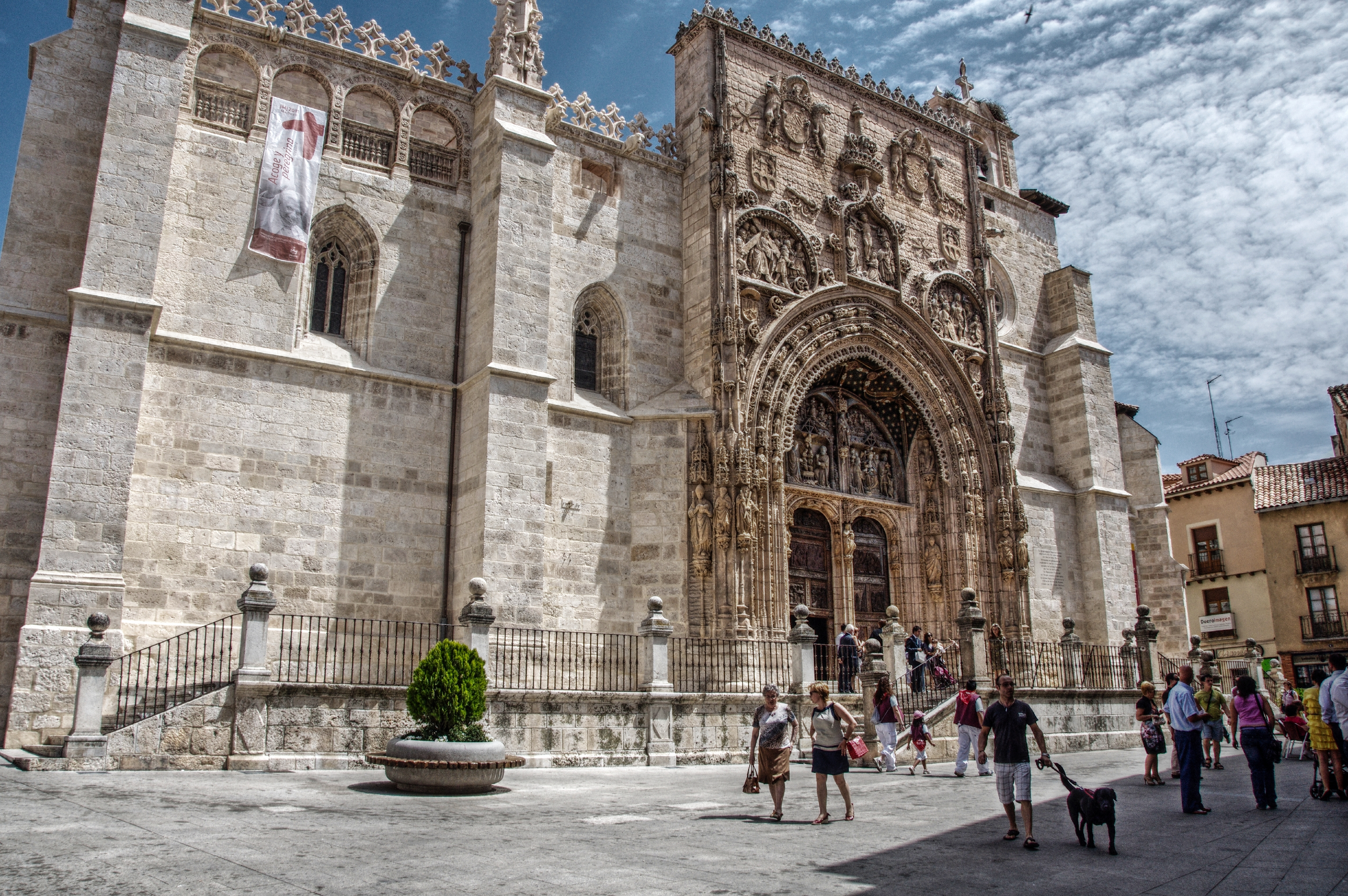
Südportal der Kirche Santa María

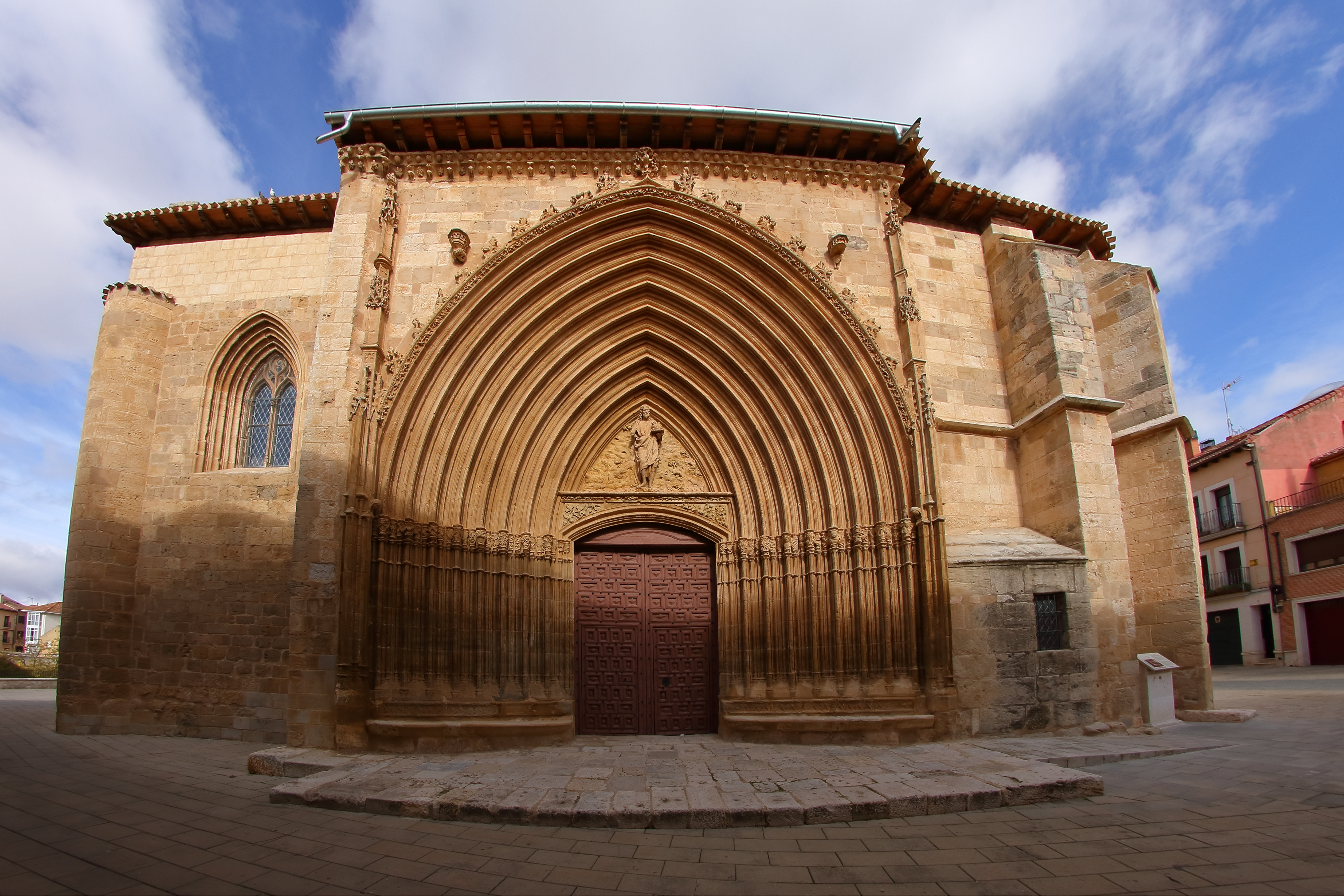
Südportal von San Juan Bautista

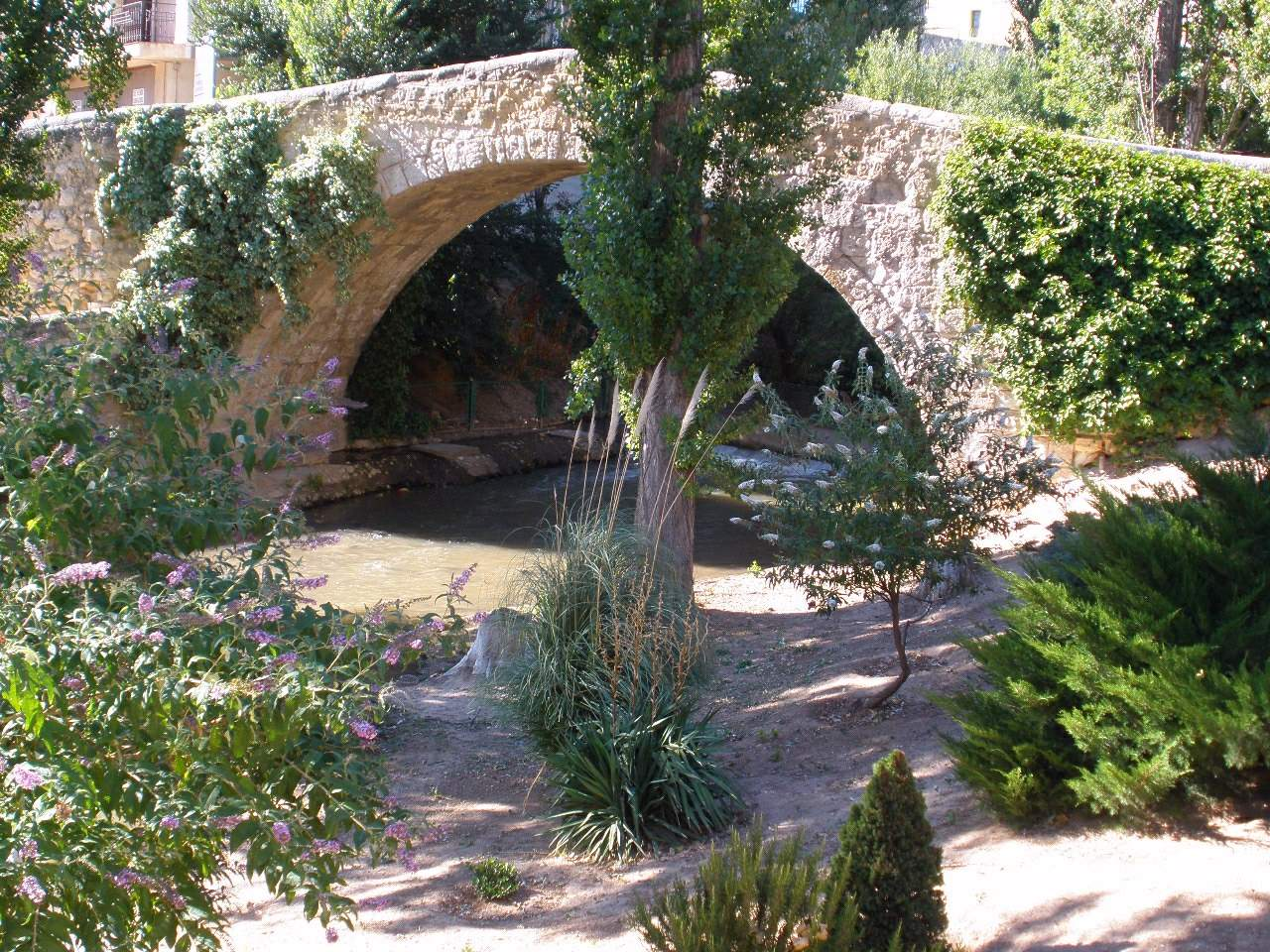
Mittelalterliche Brücke

An der Plaza Mayor befindet sich ein Tourismusbüro, in dem zahlreiche Informations-Materialien über Aranda und die Umgebung angeboten werden. Zudem werden Stadtführungen und Besichtigungen der Weinkeller angeboten. Zu Informationen über Öffnungszeiten und ggf. Eintrittspreisen empfiehlt es sich das Tourismusbüro aufzusuchen.

### Bodegas
- Fast unter der gesamten Altstadt Arandas befinden sich Weinkeller (bodegas). Sie wurden seit dem Mittelalter von den Bewohnern Arandas zur Lagerung des Weines der Region aus dem steinigen Untergrund herausgearbeitet. Da sie bis zu 10 m unter der Erde liegen, bieten sie im Sommer wie im Winter eine konstante Temperatur zwischen 11 und 13 Grad. Die einzelnen Weinkeller wurden zur besseren Kommunikation durch Tunnel verbunden, sodass das Tunnelnetz über eine Länge von 7 km verfügte. Heutzutage stehen nur noch wenige Weinkeller zur Benutzung zur Verfügung. Zu besonderen Anlässen nutzen die Bewohner der Stadt die Keller zur Ausrichtung von Feiern oder Mahlzeiten. Einige der Keller sind auch für Besucher zugänglich, das Tourismusbüro bietet Führungen auf Anfrage an.

### Kirchen
- Die spätgotische Pfarrkirche Santa Maria aus dem 15. Jahrhundert ist das Wahrzeichen Arandas. Ihr beeindruckendes Portal wurde von Simon von Köln (mit)gestaltet und enthält Elemente plateresker Dekorkunst. Sein ebenfalls als Architekt bekannter Vater Johannes von Köln wurde vom Bischof von Burgos nach Spanien geholt, um dort am Bau der Kathedrale (Kathedrale von Burgos) mitzuarbeiten.
- Die gotische Kirche San Juan Bautista wurde zu Ehren von Johannes dem Täufer im Laufe des 14. Jahrhunderts erbaut. Im Jahr 1473 fand hier der Konzil von Aranda statt. Heute beherbergt die Kirche das Museo Sacro.
- Das Santuario de la Virgen de las viñas („Kloster und Kirche der Jungfrau der Weinberge“) befindet sich am Fuße eines großen Parks mit Wasserspielen und Spielplatz am Rande der Stadt.

### Museen
- Im Gebäude der ehemaligen Eisenbahnstation Aranda-Chelva, eingeweiht 1895, befindet sich das Museo del Tren, ein Museum zur Geschichte des Eisenbahnverkehrs in Aranda. Unterhalten wird das Museum vom Verein der Eisenbahnfreunde (ASAAT), zu besichtigen ist es nur samstags.
- Gelegen im Stadtteil Santo Domingo besitzt das Museo de Cerámica eine umfangreiche Sammlung an Keramikobjekten aus dem Norden Spaniens.
- In der Kirche San Juan Bautista ist das Museo Sacro eingerichtet; hier sind Kunstobjekte aus über 500 Jahren Kirchengeschichte zu besichtigen.[8]
- Das Museo Casa de las Bolas (Museum „Haus der Kugeln“) beherbergt Gemälde aus der Sammlung des Ingenieurs Félix Cañada, der sie zu Lebzeiten erwarb und schließlich der Stadt Aranda vermachte. Die Gemälde stammen aus 17.–20. Jahrhundert und veranschaulichen die Entwicklung der spanischen und der europäischen Malerei.

### Sonstige
- Im Altstadtzentrum überspannt eine mittelalterliche Brücke (Puente de las Tenerías) mit ansteigendem Bogen den Duero.

## Sport
Der Club Balonmano Villa de Aranda spielte in der höchsten spanischen Liga.

## Partnerstädte
- Miranda do Douro (Portugal)
- Salon-de-Provence (Frankreich)
- Romorantin-Lanthenay (Frankreich) seit Juni 2008
- Langen (Hessen) (Deutschland) seit Mai 2006
- Santa Cruz de Tenerife (Spanien)
- Roseburg, Oregon (USA)

## Söhne und Töchter der Stadt
- Bernardo de Sandoval y Rojas (1546–1618), Erzbischof von Toledo 1599–1618, Kardinal
- Cecilio Raúl Berzosa Martínez (* 1957), römisch-katholischer Bischof
- Juan Carlos Higuero (* 1978), Mittel- und Langstreckenläufer
- Sara Martín (* 1999), Radrennfahrerin